# Ключи (Каргапольский район)
Ключи — посёлок в Каргапольском районе Курганской области. Входит в состав Тагильского сельсовета.

## Географическое положение
Посёлок Ключи расположен примерно в 3 км (по прямой) к югу от райцентра Каргаполье и в 77 км (по прямой) к северо-западу от областного центра города Кургана.

## История
Решением Курганского облисполкома № 267 от 29 июля 1963 года деревня Боровое Тамакульского сельсовета переименована в деревню Ключи.
5 июня 1964 года Указом Президиума ВС РСФСР деревня Боровое переименована в Ключи.

## Население
| 1989 | 2002 | 2010 |
| ---- | ---- | ---- |
| 335  | ↘319 | ↘293 |

Национальный состав
- По данным переписи населения 2002 года проживало 319 человек, из них русские — 94 %.

## Экономика
В посёлке расположено общество с ограниченной ответственностью «Каргапольский лесоперерабатывающий комбинат».
4 ноября 1987 года начал работу «Каргапольский дом-интернат для престарелых и инвалидов», с 22 октября 2013 года — государственное бюджетное учреждение «Каргапольский психоневрологический интернат». Дом интернат рассчитан на 132 места.